# DC Comics
DC Comics és una editorial nord-americana dedicada a la realització i venda de còmics fundada el 1937 i subsidiària d'AOL-Time Warner, actual Time-Warner. Les inicials DC són una abreviatura de "Detective Comics", un dels primers títols emblemàtics de la companyia. Es tracta d'una de les majors companyies d'historietes a nivell mundial. Entre alguns dels seus títols més coneguts trobem: Superman, Batman, Wonder Woman, Flash, Captain Marvel, La Lliga de la Justícia i Teen Titans. Durant dècades DC Comics ha estat una de les dues majors companyies de còmics als Estats Units, l'altre és Marvel Comics. La seva seu es troba a Nova York.

## Història
DC Comics va sorgir de la unió de tres companyies: National Allied Publications, Detective Comics, i All-American Publications. Les dues primeres es van fusionar a principi de 1930 i van prendre el nom de National Comics (més tard se la coneixia com a National Periodical Publications) mentre que la tercera companyia va ser comprada per la primera el 1945. En aquesta època DC era simplement un logotip informal utilitzat regularment a les cobertes de les seves publicacions.

### L'Edat d'Or (1930-1949)
Action Comics va iniciar les publicacions de superherois el 1938. L'èxit va ser extraordinari i van sorgir històries de personatges com Superman, Batman, Wonder Woman i també el primer equip de superherois: la Justice Society of America (Societat de la Justícia d'Amèrica). El debut de Superman al primer número d'Action Comics es considera l'inici de l'anomenada Edat Daurada dels còmics, per la gran influència que va tenir. A final de la dècada dels anys 1940 els superherois van començar a decaure i la companyia va intentar focalitzar-se en altre gèneres com la ciència-ficció, els westerns, l'humor i, fins i tot, el còmic romàntic. DC es mantenia al marge d'algunes de les tendències més importants del mercat de còmics de l'època: les històries de crim i horror. Quan aquestes històries es van convertir en impopulars als 50, DC no va tenir els mateixos problemes que altres editorials que havien explotat aquestes línies ediorials. Durant tot aquest període DC va continuar publicant alguns títols de superherois, en particular: Action Comics, Detective Comics, All Star Comics i Sensation Comics, les dues publicacions de còmics regulars més llargues de la història.

### L'Edat de Plata (1950-1965)
Sota la direcció editorial de Julius Schwartz a la darreria dels anys 1950 la companyia va iniciar un rebrot de la indústria del còmic coneguda com l'edat de plata del còmic, amb el retorn de personatges antics com Flash en una versió moderna i adaptada als temps moderns. Aviat sorgiren títols com Green Lantern (Llanterna Verda), Hawkman (Home Falcó), Atom i altres compartint un punt de vista proper a la ciència-ficció. L'equip de superherois va ser revitalitzat en aquesta ocasió amb el nom de la Justice League of America (Lliga de la Justícia d'Amèrica). Els còmics eren molt populars i DC gaudia d'una posició prominent al mercat.
Tanmateix, als anys 60, Marvel Comics, una editorial minoritària anteriorment, començava a copar una part important del mercat del còmic amb un equip creatiu format per mites com Stan Lee, Jack Kirby o Steve Ditko. DC va reaccionar a poc a poc a l'èxit de Marvel, que es basava en personatges més complexes amb una major continuïtat en les seves històries. DC va començar a guanyar una reputació d'estil antiquat i simplista. Gràcies a artistes que havien sortit de Marvel com Steve Ditko o a nous autors com Neal Adams, DC es va aproximar cada vegada més a aquest enfocament més modern del còmic de superheroi.

### Final dels anys 60 i principi dels 70

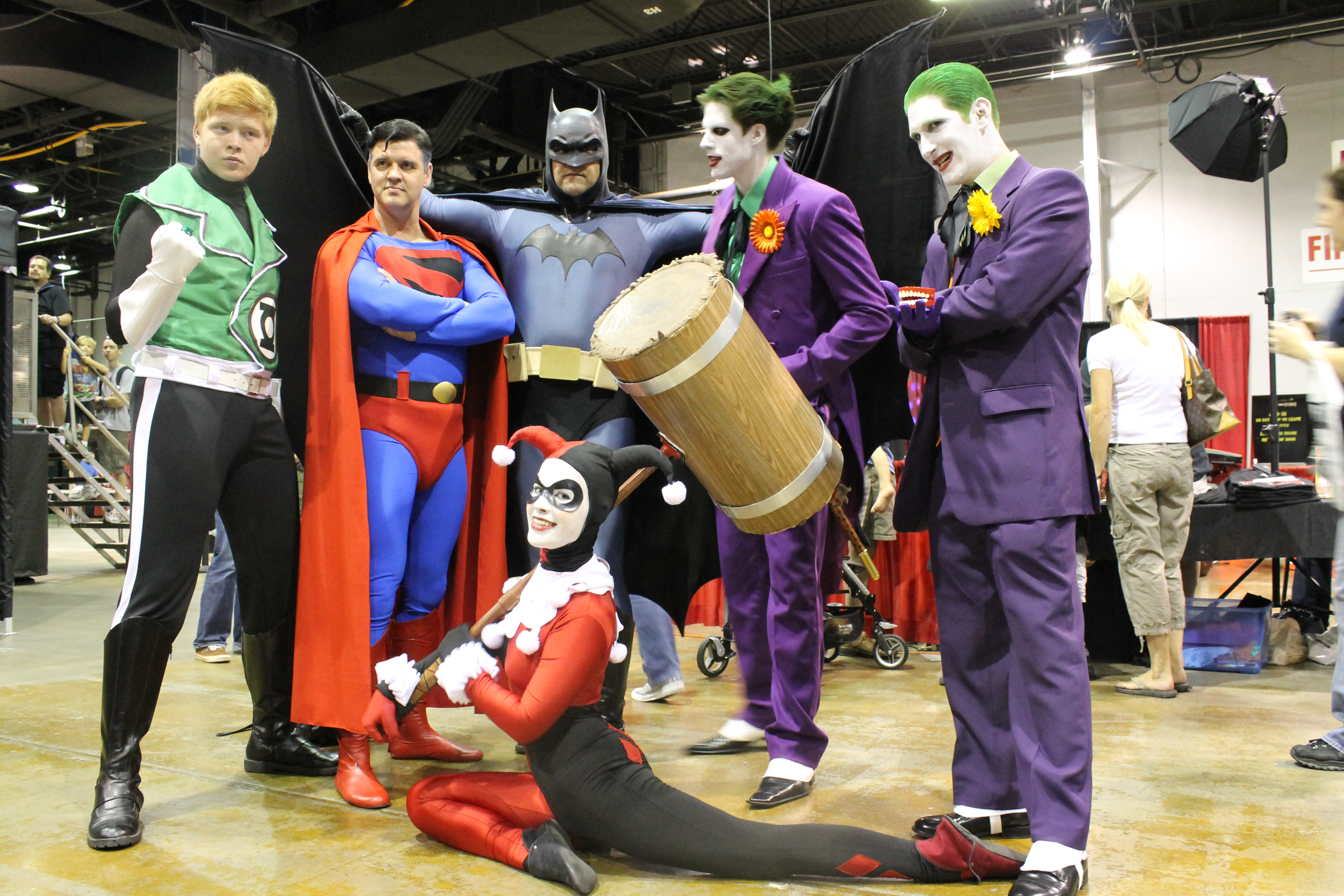
Personatges de DC

A la fin dels anys 1960 molts dels artistes més veterans de DC es van jubilar i molts van sol·licitar millores en els seus plans de salut i plans de pensions. En un moviment sense precedents DC va acomiadar la majoria del personal gran. Va substituir-les per artistes joves, molts dels quals havien crescut sota la influència dels còmics de Marvel. Per una banda els nous treballadors van desenvolupar personatges nous i complexos amb històries més riques i sofisticades, però per l'altra banda, la seva falta relativa d'experiència i professionalitat no reeixia pas desenvolupar un producte d'elevada qualitat.
Alguns d'aquests artistes es van esdevenir aclamats autors de DC com Dennis O'Neil, que va treballar en les sèries de Green Lantern i Batman. Aquest període va estar ple de nous títols que començaven amb molta força per perdre pistonada quan els artistes guanyaven experiència i podien permetre's abandonar la companyia per buscar un treball més ben remunerat.
Jack Kirby que havia abandonat Marvel poc abans, va començar un projecte ambiciós anomenat: El quart món. Kirby hi intentava crear un segell per DC en el qual podria integrar un públic lleial. Els conflictes amb l'administració de l'empresa van portar a una cancel·lació prematura d'aquest projecte encara que molts dels seus personatges i de les idees desenvolupades van esdevenir elements vitals de l'Univers DC.
L'editor Harry Donenfeld va morir el 1965 i el seu fill Irwin Donenfeld i el seu soci Jack Liebowitz van mantenir la continuïtat fins al 1967, quan DC fou comprada per Kinney National Services, que al seu torn va comprar Warner Brothers i va crear Warner Communications el 1971.

### Final dels anys 1970 i dècada dels 80
El 1976 DC va ser comprada pel holding Warner Communications (actualment Time Warner). Per competir amb l'èxit de Marvel, DC va treure una campanya de producció de nombrosos títols nous incloent nous superherois i còmics allunyats d'aquesta temàtica clàssica. A més, es va introduir el concepte de sèries limitades per publicar minisèries sense el cost de desenvolupar grans projectes. La denominada «explosió DC» no va ser gaire reeixida i va produir seriosos problemes a la companyia.
Devers 1980, la nova directora de publicacions Jenette Kahn, el seu vicepresident Paul Levitz, i l'editor Dick Giordano van decidir millorar les condicions dels artistes treballadors de la companyia en oferir recompenses com royaltys per impulsar l'arribada de talents establerts. La nova col·lecció Teen Titans (Joves Titans) de Marv Wolfman i George Pérez va ser una reeixida immediata amb una gran estabilitat per part del seu equip creatiu. Va gaudir una gran popularitat entre els fans durant molts anys.
L'èxit d'aquest títol menor va provocar que la companyia reconsiderés gran part de les seves línies de producció. El resultat van ser sèries limitades de gran èxit, considerades avui en dia grans clàssics de DC. El 1989 es va iniciar també la publicació d'antigues col·leccions en tapa dura sota el títol DC Archive Editions.
L'escriptor britànic Alan Moore va revitalitzar la sèrie menor de terror: Saga of the Swamp Thing (La saga del pantà) i va obtenir un gran èxit amb els Watchmen, il·lustrada per Dave Gibbons. això va favorir l'arribada al món del còmic nord-americà de nombrosos talents britànics com Neil Gaiman o Grant Morrison. El resultat va ser un flux constant de terror sofisticat i material fosc que anys més tard que va culminar amb la línia Vertigo Comics de còmics per adults. Algunes altres sèries limitades com The Dark Knight Returns de Frank Miller van atreure un nou grup de fans a DC. L'originalitat d'aquestes sèries va atreure un important nombre de lectors i va fer perillar seriosament la superioritat que l'editorial que Marvel tenia aleshores.

### La dècada dels 90
DC va experimentar un període breu de vendes molt elevades ala primera meitat dels anys 90 gràcies a la compra especulativa d'històries molt populars d'altres editorials. Alguns dels títols clàssics de DC es van fer enormement populars en algunes històries en les que Superman era assassinat i Batman s'enfrontava a la destrucció de Gotham City. L'èxit va ser tan sols temporal, i poc després la companyia va tenir seriosos problemes de vendes.
DC Piranha Press i altres línies de còmics van ser introduïdes als anys 90 per intentar diversificar la presència de DC en un mercat del còmic cada vegada més especialitzat. Durant aquest període es van incrementar els contractes no tradicionals amb treballs els drets dels quals permaneixien en mans dels seus autors o l'adquisició de drets de publicació d'històries d'altres companyies. També es va incrementar la producció de novel·les gràfiques originals. La línia Vertigo Comics creada el 1993 era dirigida a un públic adult de gustos més literaris i sofisticats, allunyada de l'estigma d'històries infantils o juvenils que arrossegava el còmic de superherois, incloent títols com The Sandman de Neil Gaiman i Swamp Thing d'Alan Moore. DC va comprar Wildstorm Comics de Jim Lee mantenint les seves publicacions a part i respectant el seu estil anterior. A final dels anys 1990 s'hi va afegir la línia America's Best Comics, creada per Alan Moore i que incloïa títols com Tom Strong o Promethea.

### La dècada dels 2000
A partir de l'any 2000 les vendes que havien caigut a la dècada anterior, van començar a revitalitzar-se lleument. DC va diversificar les seves publicacions i va assajar d'explotar nous mercats. El març de 2003 DC Comics va adquirir els drets de publicació i marxandatge de la popular sèrie de fantasia Elfquest, publicada prèviament pels seus creadors Wendy i Richard Pini sota el logotip de Warp Graphics. El 2004 DC va començar a vendre manga sota el segell CMX i va adquirir els drets per publicar a Nord-amèrica les novel·les gràfiques de diferents companyies europees incloent-hi sèries com AD i Humanoides. També va rellançar alguns dels seus còmics més populars en línies específiques pel públic més jove.

### DC Entertainment, 2009
El setembre de 2009, poc després de la compra de Marvel per Walt Disney Company, Time Warner va anunciar la reconfiguració de DC Comics, que es va transformar en DC Entertainment, com a divisió de Warner Pictures.

### La dècada dels 2010
El 2011, DC va reiniciar tots els seus títols en curs després de la història Flashpoint. El reinici anomenat The New 52 va donar històries i dissenys d'uniformes nous a molts dels personatges de DC.
DC va obtenir la llicència de personatges de revistes pulp incloent Doc Savage i The Spirit que després van servir, juntament amb alguns herois DC, com a part de la línia de còmics First Wave llançada el 2010 que duraria fins a la tardor 2011.
Al maig de 2011, DC va començar publicar versions digitals el mateix dia que les versions en paper.
L'1 de juny de 2011, DC va anunciar que acabaria totes les sèries en curs establertes a l'univers DC a l'agost i rellançava la seva línia de còmics amb 52 números 1, a partir de Justice League el 31 d'agost (escrit per Geoff Johns i dibuixat per Jim Lee), continuant amb la resta el setembre.
El 2016, DC va anunciar un nou rellançament de tota la línia titulat DC Rebirth. La nova línia es llançaria amb un one-shot de 80 pàgines titulat DC Universe: Rebirth, escrit per Geoff Johns, amb art de Gary Frank, Ethan Van Sciver i molts més. Després d'això, moltes noves sèries es publicaran amb un calendari de llançament quinzenal i nous equips creatius per a gairebé tots els títols. El rellançament tenia com a objectiu recuperar el llegat i el cor que molts van trobar a faltar en els personatges de DC des del llançament del nou 52. El renaixement va suposar un gran èxit, tant a nivell financer com crític.
El gener de 2019, es va informar que 7 de les 240 persones de la plantilla eren acomiadats, inclosos diversos vicepresidents, Després de mesos d'especulacions, el juny de 2019 DC va anunciar que Vertigo s'aturaria com a part d'un pla per a publicar tots els còmics de la companyia sota una sola marca, amb DC Black Label ocupant el seu lloc, i com a conseqüència de la Pandèmia per la COVID-19, DC va anunciar una profunda reorganització que afectava gairebé un terç del personal de l'editorial, incloent l'acomiadament de l'editor en cap, Bob Harras, el vicepresident principal d'estratègia de publicació i serveis de suport Hank Kanalz, el vicepresident de serveis de màrqueting i serveis creatius Jonah Weiland, la vicepresidenta d'iniciatives de publicació mundial i estratègia digital Bobbie Chase, l'editor de contes sènior Brian Cunningham, i l'editor executiu Mark Doyle, que va supervisar el llançament de les novetats gràfiques Black Label.

## Autors destacats
- Alan Moore
- Brian Michael Bendis
- Grant Morrison
- Jack Kirby
- Jerry Siegel
- Jim Lee
- Joe Shuster
- Steve Ditko
- Neil Gaiman

## Personatges
- Adam Strange
- Animal Man
- Alfred Pennyworth
- Amanda Waller
- Amazo
- Animal Man
- Anti-Monitor
- Aqualad
- Aquaman
- Ares
- Arsenal
- Artemisa
- Atom-Smasher
- Bane
- Batgirl
- Batman
- Batwoman
- Beast Boy
- Big Barda
- Black Adam
- Blue Beetle
- Booster Gold
- Brainiac
- Catwoman
- Deadman
- Diable Blau
- Flash
- Green Lantern
- Green Lantern Corps
- Green Arrow
- Harley Quinn
- Hawkgirl
- Lex Luthor
- Martian Manhunter
- Mr.MXYZPTLK
- Nightwing
- Question
- Ra's al Ghul
- Raven
- Superman
- Supergirl
- Starfire
- Teen Titans
- Wonder Woman
- Zatanna

## Obres destacades
- Pride of Baghdad (2006).